# جميل العظم
جَميل العَظم (1290 - 1352 هـ = 1873 - 1933 م)  جميل بن مصطفى بن محمد حافظ بن عبد الله باشا العظم: أديب دمشقي، من أعضاء المجمع العلمي العربي. له اشتغال بالصحافة والتاريخ. ولد في الآستانة، وتوفي أبوه، وهو ابن خمس سنوات، فعاد أهله إلى دمشق وهو معهم، ونشأ بها وقرأ على علمائها، وتعلم التركية والفارسية، وكتب الخط الجميل على اختلاف أنواعه، ونشر من نظمه ونثره في بعض الصحف، وولي أعمالاً حكومية في المعارف بدمشق وبيروت، وأصدر مجلة ( البصائر ) شهرية. واقتنى كثيراً من نفائس المخطوطات، وتاجر بها.
وصنف كتباً، منها (عقود الجوهر في تراجم من لهم خمسون مصنفاً فمائة فأكثر) الأول منه، وما زال الثاني مخطوطاً، و(تفريج الشدة في تشطير البردة) و(ترجمة عثمان باشا الغازي) و(إتحاف الحبيب بأوصاف الطيب) نشر نحو ثلثه في أعداد السنة الأولى من جريدة (الإقبال) البيروتية، و(السر المصون، ذيل كشف الظنون) كبير بحجم كشف الظنون، ابتدأه بمقدمة في الكلام على العلوم والفنون وأشهر المصنفين والمصنفات، في زهاء ألف صفحة، بالقطع الكبير، سماها (الإسفار عن العلوم والأسفار) ومن كتبه أيضاً (ديوان العرب) جمع فيه ما وقف عليه من شعر العرب، غثه وسمينه، ورتبه على الحروف، ولم يتمه، و(قاموس التراجم) لم يكمله، و(التذكرة الجامعة) قال في وصفها: وهي مجموعة أكتب فيها كل ما أستحسنه، مرتباً ذلك على العلوم والفنون، و(قاموس الأسماء) معجم للأسماء العربية وما يقابلها بالتركية والفارسية، مرتب على حروف الكلمات العربية. وقال في ترجمته لنفسه: وقد ولعت بالشعر والكتابة من عهد الصبا، فأكثرت، ثم اعترتني حال فأحرقت جميع ما نظمته وكتبته، إلا المؤلفات. توفي بدمشق.

## وصلات خارجية
- جميل العظم على موقع أرشيف الشارخ